# Ford D-Series

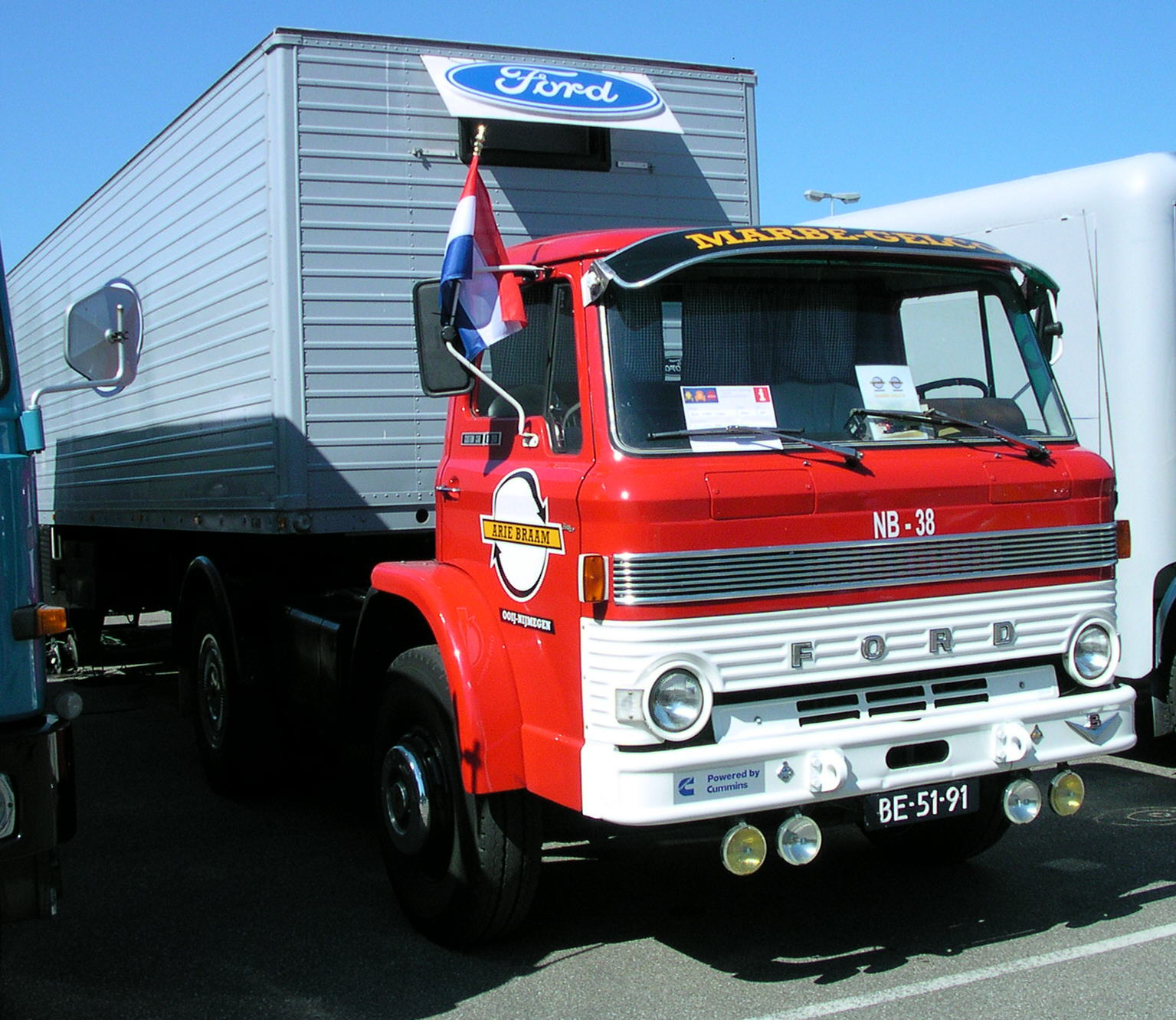
Ford D1000

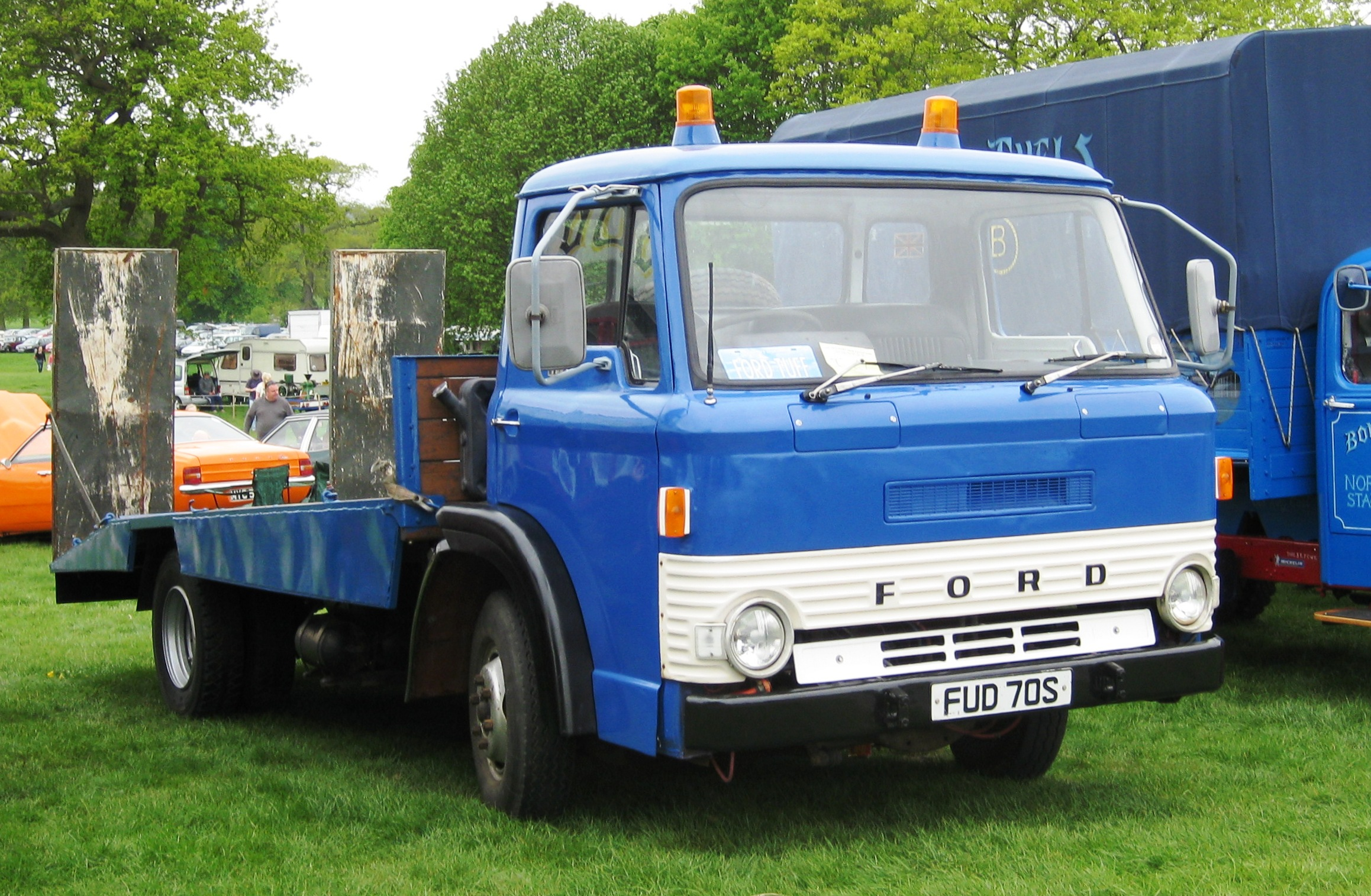
Ford N-/ D-Series

Ford D-Series — серия среднетоннажных грузовых автомобилей, выпускавшихся компанией Ford с 1965 по 1981 год.

## История
В 1965 году модельный ряд компании Ford включал грузовые автомобили полной массой от 5,2 до 12,75 английских тонн и самосвалы полной массой от 10,8 до 12,75 английских тонн. Далее началась сборка автомобилей повышенной грузоподъёмности с двускатными задними осями и сочленённых самосвалов.
Автомобили Ford D-Series оснащались дизельными двигателями объёмом 3,97, 5,42 и 5,95 литра. Первый двигатель четырёхцилиндровый, остальные два — шестицилиндровые. Мощность варьировалась от 82,5 до 128 л. с. На экспортных рынках для работы в составе автопоезда автомобили оснащались двигателями мощностью 129—149 л. с.
В апреле 1967 года в модельном ряду появилась модификация Phase II D1000 полной массой 28 английских тонн. Автомобили оснащались двигателями Cummins объёмом 7,7 литра.
В 1978 году автомобили прошли рестайлинг. В 1981 году производство Ford D-Series было остановлено. На смену пришли автомобили Ford Cargo и Ford N-Series.
С 1969 по 1972 год автомобили модели Ford D-750 выпускались по лицензии компанией Hyundai, которая в то время не имела собственного производства.